# اولاف دیتلو-سیمونسن
اولاف دیتلو-سیمونسن (انگلیسی: Olaf Ditlev-Simonsen; ۲ ژانویهٔ ۱۸۹۷ – ۱۹ فوریهٔ ۱۹۷۸) بازیکن فوتبال، و اهالی کسب‌وکار اهل نروژ بود.
از باشگاه‌هایی که در آن بازی کرده‌است می‌توان به اشاره کرد.